# Michel Tapié
Marc Amedee Joseph Michel Tapié de Céleyran, genannt Michel Tapié (* 26. Februar 1909 in Senouillac; † 30. Juli 1987 in Courbevoie) war ein französischer Kunstkritiker, Ausstellungskurator und Kunsttheoretiker. Er prägte den Begriff Art Informel und gilt als eine zentrale Figur in der Nachkriegskunst, die sich von traditionellen ästhetischen Konventionen abwandte. Sein einflussreichstes Werk, Un art autre (1952), postulierte die Notwendigkeit einer neuen, spontanen und expressiven Kunstform, die individuelle Emotionen und Erlebnisse in den Vordergrund stellte. Tapié war darüber hinaus maßgeblich an der Förderung der internationalen Anerkennung abstrakter und nicht-figurativer Kunst beteiligt.

## Leben
Michel Tapié war ein Verwandter des Malers und Grafikers Henri de Toulouse-Lautrec. Nach einer frühen Karriere in der Musik wandte er sich der Kunstkritik zu und wurde in den 1940er-Jahren zu einem wichtigen Theoretiker der Avantgarde. Er förderte zahlreiche Künstler und Kunstbewegungen, darunter CoBrA, Art Informel und die japanische Gutai Art Association. Michel Tapié vertrat die Auffassung, dass Kunst nicht mehr an traditionelle Formen und Techniken gebunden sein sollte. Mit Art Informel beschrieb er eine Bewegung, die Spontaneität und Materialität betonte und dabei emotionale Inhalte über formale Ästhetik stellte. Diese Ideen fanden international Anklang und beeinflussten Bewegungen wie den Abstrakten Expressionismus. Michel Tapié organisierte wegweisende Ausstellungen in Städten wie Paris, New York, Tokio und Buenos Aires. Er war auch Mitbegründer des International Center of Aesthetic Research in Turin, das als Plattform für die Erforschung und Ausstellung moderner Kunst diente. Seine kuratorische Arbeit trug zur internationalen Vernetzung von Künstlern und zur Popularisierung moderner Kunst bei.

## Gutai
Seit Beginn seiner Karriere hat Jirō Yoshihara, der Gründer der Bewegung, die Gutai Art Association mit einer auf die internationale Kunstszene ausgerichteten Strategie geleitet. Dies war auch einer der Gründe, warum er beschloss, vor den Ausstellungen ein Gutai-Magazin herauszugeben. Als der japanische Künstler Hisao Dōmoto, mit dem Jirō Yoshihara eng befreundet war, nach Paris kam, gab er Michel Tapié das Gutai-Magazin. Michel Tapié sympathisierte fortan mit den der Gutai-Bewegung. 1957 traf Michel Tapié Jirō Yoshihara persönlich und sah Gutais Werke im Original, was ihn noch mehr von deren Bedeutung überzeugte. Michel Tapiés Engagement für Gutai machte die Gruppe weltweit bekannt. Dies ermutigte die Mitglieder von Gutai, zweidimensionale Kunstwerke zu schaffen, die sich leichter verkaufen und transportieren ließen als aufwendige Installationen.